# یواس‌اس وای‌ام‌اس-۳۸۶
یواس‌اس وای‌ام‌اس-۳۸۶ (به انگلیسی: USS YMS-386) یک کشتی بود که طول آن ۱۳۶ فوت (۴۱ متر) بود. این کشتی در سال ۱۹۴۳ ساخته شد.